# Maire de Barcelone
Le maire de Barcelone (en espagnol et catalan, alcalde de Barcelona) est la personne élue qui dirige la mairie de Barcelone.

## Mode de désignation
D'après la loi organique (Ley Orgánica 5/1985) du 19 juin 1985 du régime électoral général, le maire est élu par la corporation municipale des conseillers, qui sont eux-mêmes élus au suffrage universel par les Barcelonais en âge de voter, lors d'élections municipales organisées tous les quatre ans.
Une fois la corporation installée, les conseillers procèdent à l'élection du maire, pour laquelle les candidats sont les têtes de listes des élections. Est proclamé élu le candidat qui obtient la majorité absolue des votes (c'est-à-dire la moitié des suffrages exprimés plus une voix). Si aucun des candidats n'obtient la majorité absolue, la personne occupant la tête de la liste qui a recueilli le plus de voix lors des élections municipales est élue maire.

## Histoire
Il y a eu dans l'histoire de Barcelone en tout 118 maires, depuis la création de la fonction en 1835. Le premier maire de Barcelone fut Josep Maria de Cabanes pendant six mois, entre novembre 1835 et avril 1836. La fonction est occupée uniquement par des hommes jusqu'en 2015, où Ada Colau est la première femme élue maire.
Ceux qui ont le plus marqué l'histoire de la ville sont sûrement Francesc Rius i Taulet, Carles Pi i Sunyer, José María de Porcioles, Narcís Serra et Pasqual Maragall.
En Catalogne, tous les maires sont appelés « Très Illustre Monsieur N » (Il·lustríssim Senyor N). Cependant, le maire de Barcelone, jouissant d'une exception à cette règle, est qualifiée de « Son Excellence Monsieur N » (Excel·lentíssim Senyor N) ou « Son Excellence Madame N » (Excel·lentíssima Senyora N).
Le 5 mars 2018, le conseil municipal décide de retirer de la place qui porte son nom la statue d'Antonio López y López, marquis de Comillas, homme d'affaires du XIXe siècle dont l'une des activités avait été le commerce d'esclaves.
Le 13 avril suivant, le conseil municipal de Barcelone, sous la présidence d'Ada Colau, décide de retirer la médaille de la ville attribuée à la fin de son mandat au maire franquiste Miguel Mateu Pla.

## Liste des maires de Barcelone

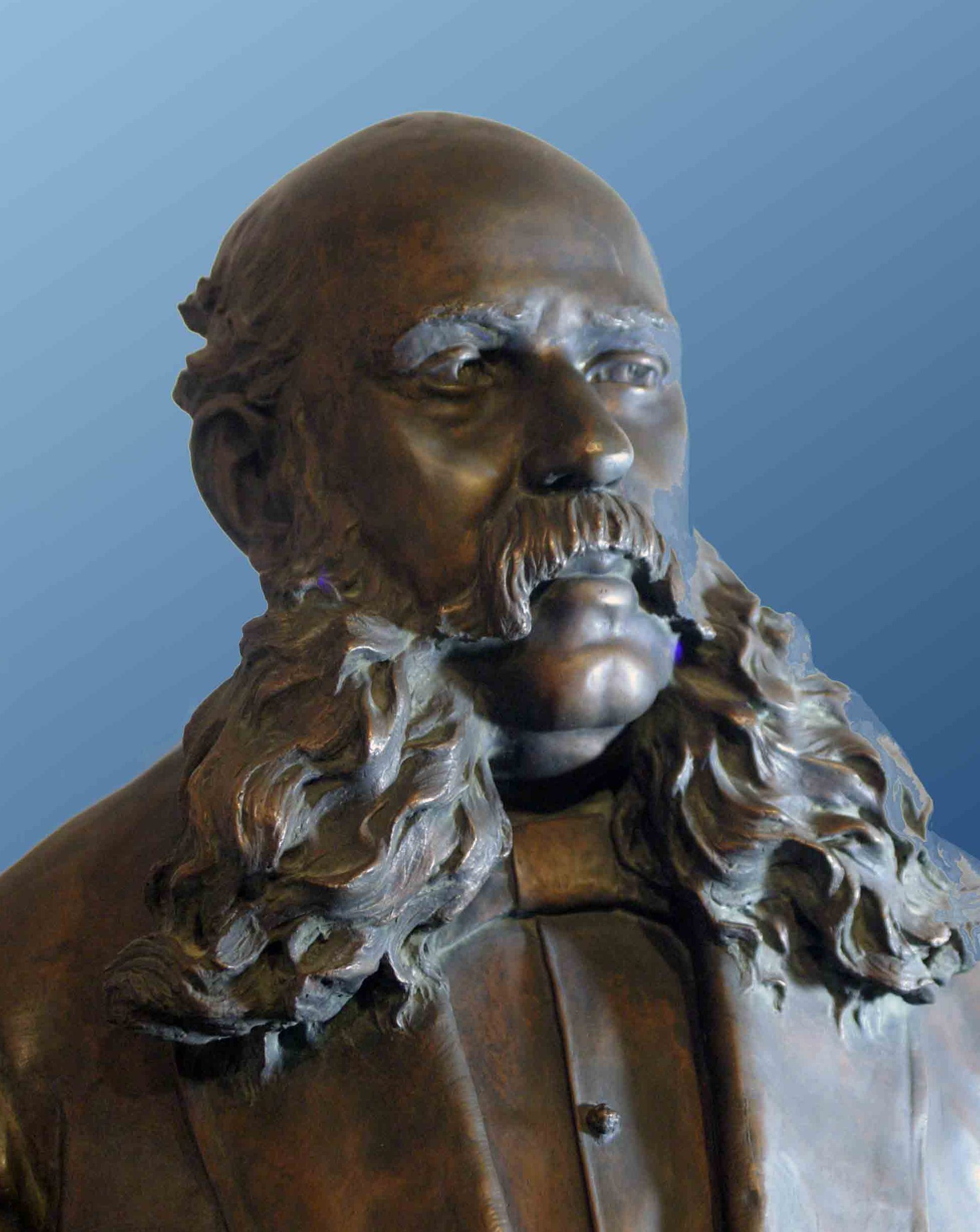
Buste de Francesc de Paula Rius i Taulet par Eduard Alentorn

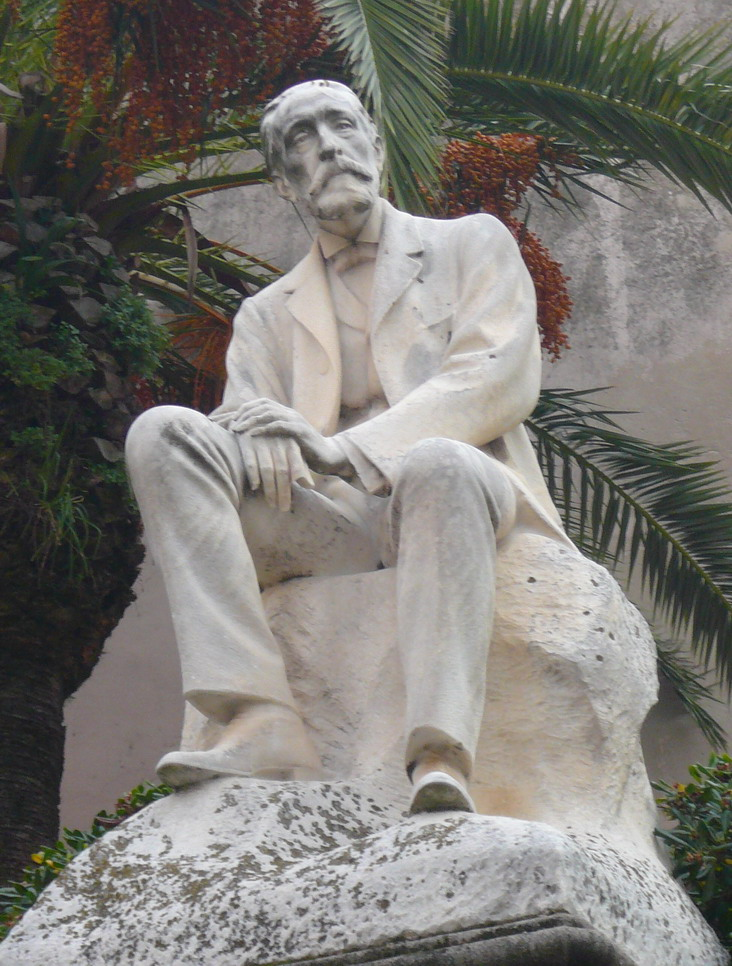
Monument à Bartomeu Robert à Sitges

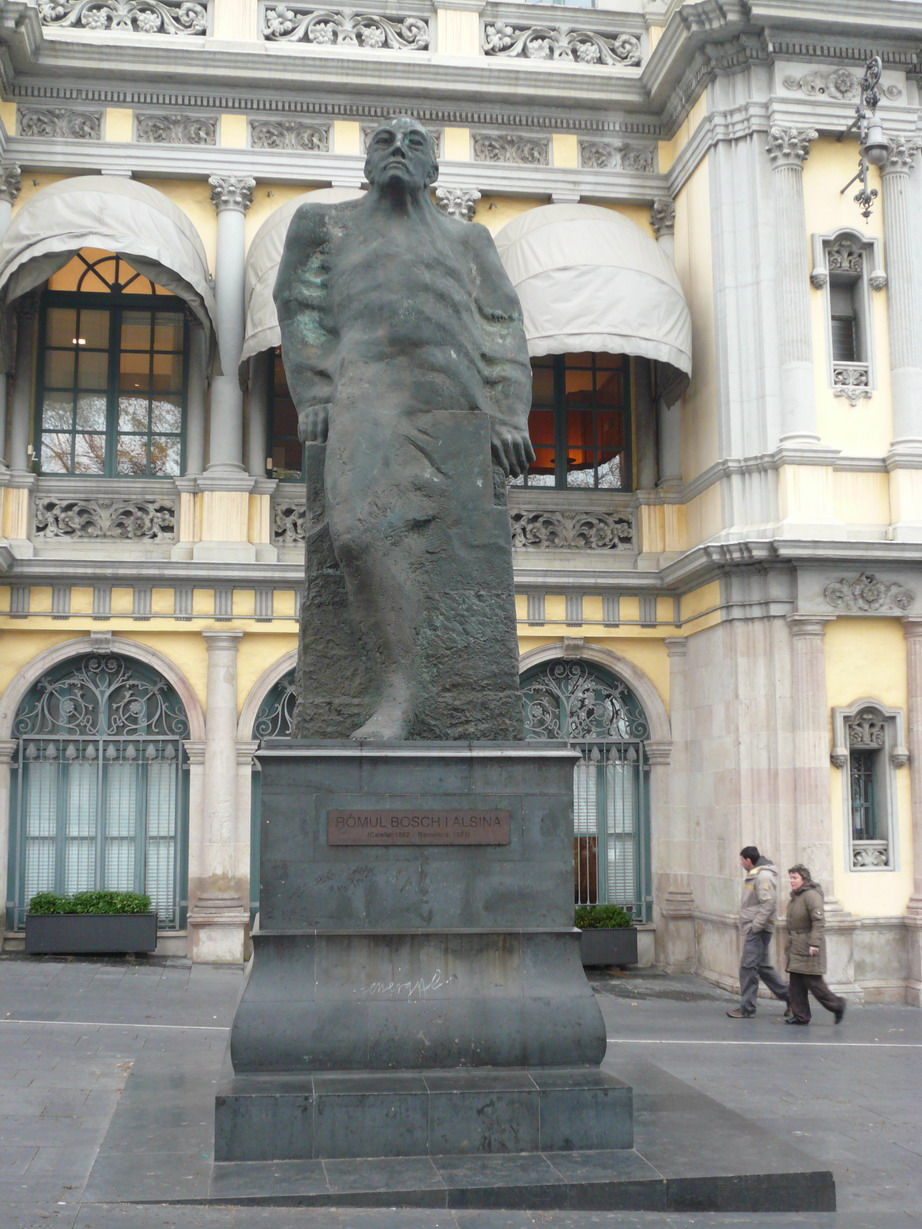
Statue de Ròmul Bosch i Alsina par Robert Krier

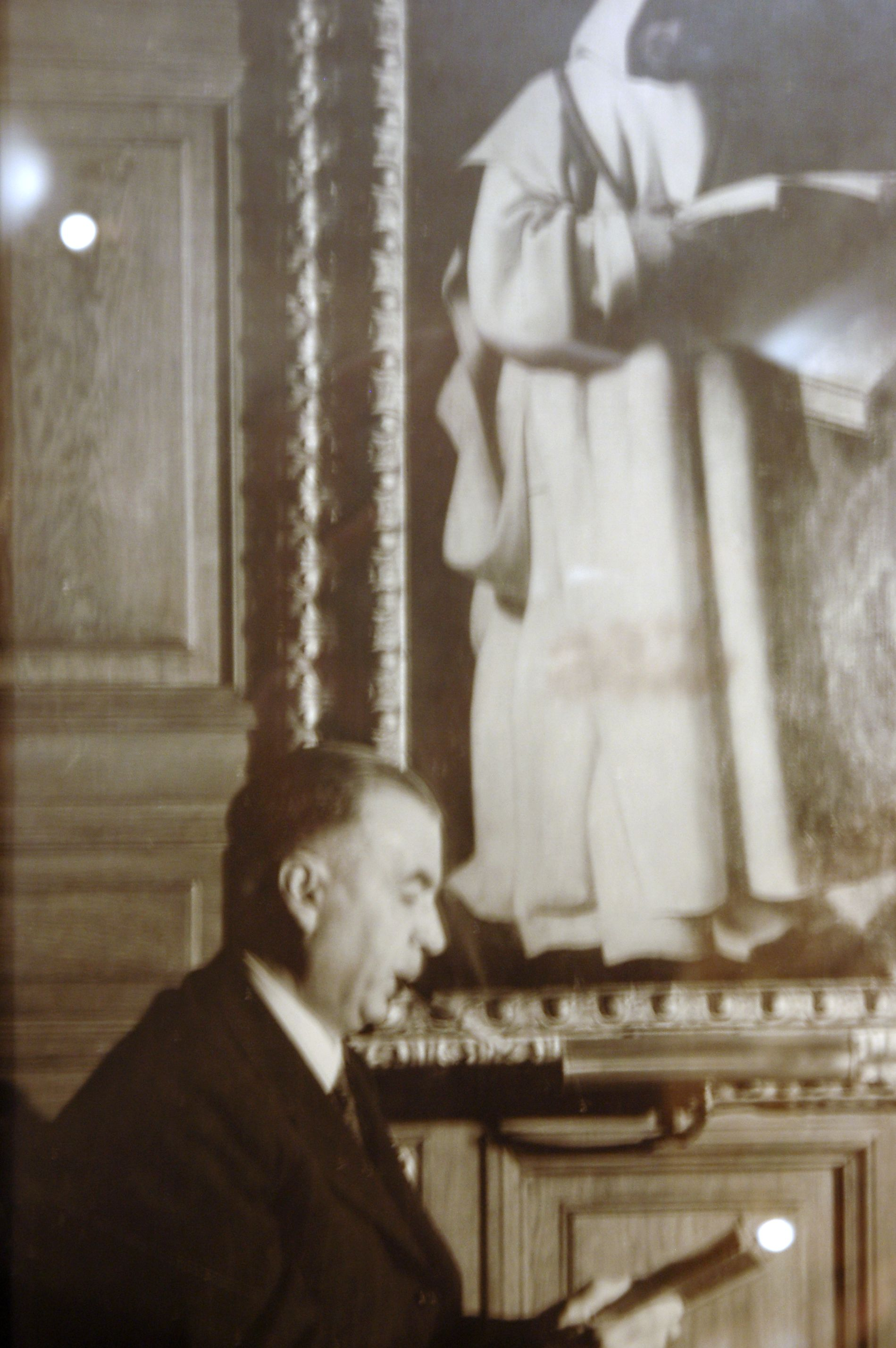
Miguel Mateu Pla

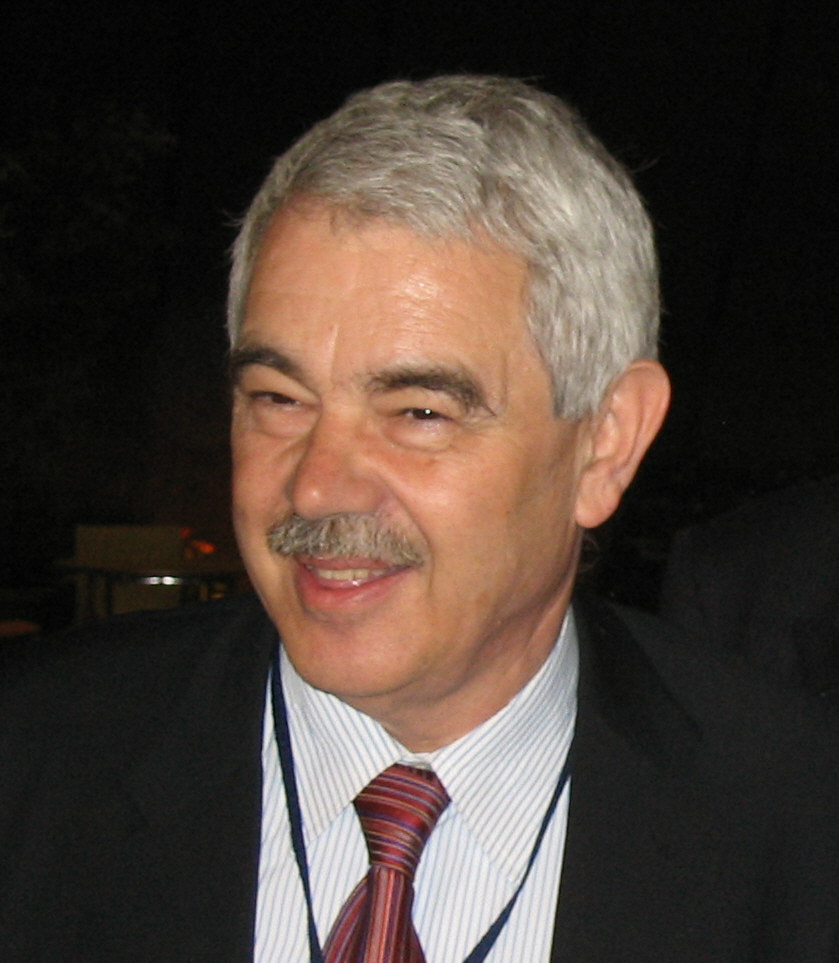
Pasqual Maragall en 2004, lorsqu'il n'était non pas maire mais président de la Généralité de Catalogne

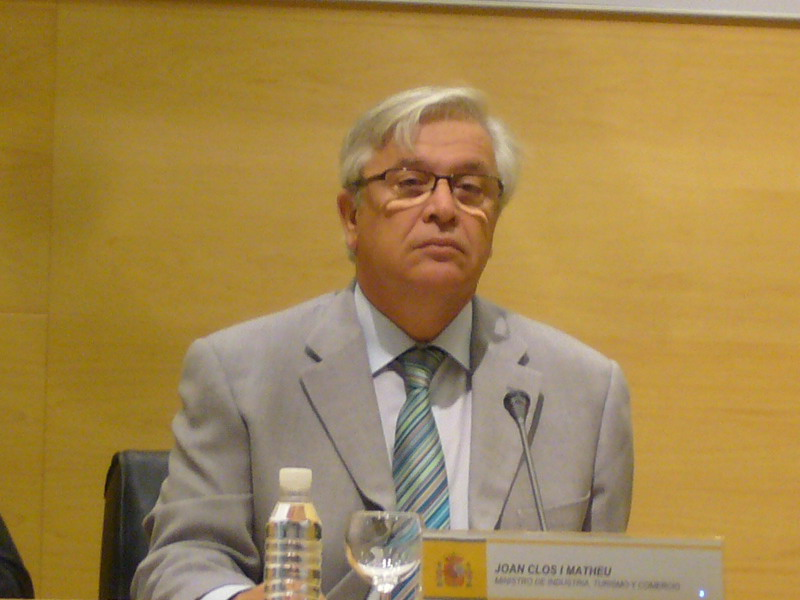
Joan Clos en 2007, après avoir quitté son poste de maire pour devenir ministre de l'Industrie espagnol

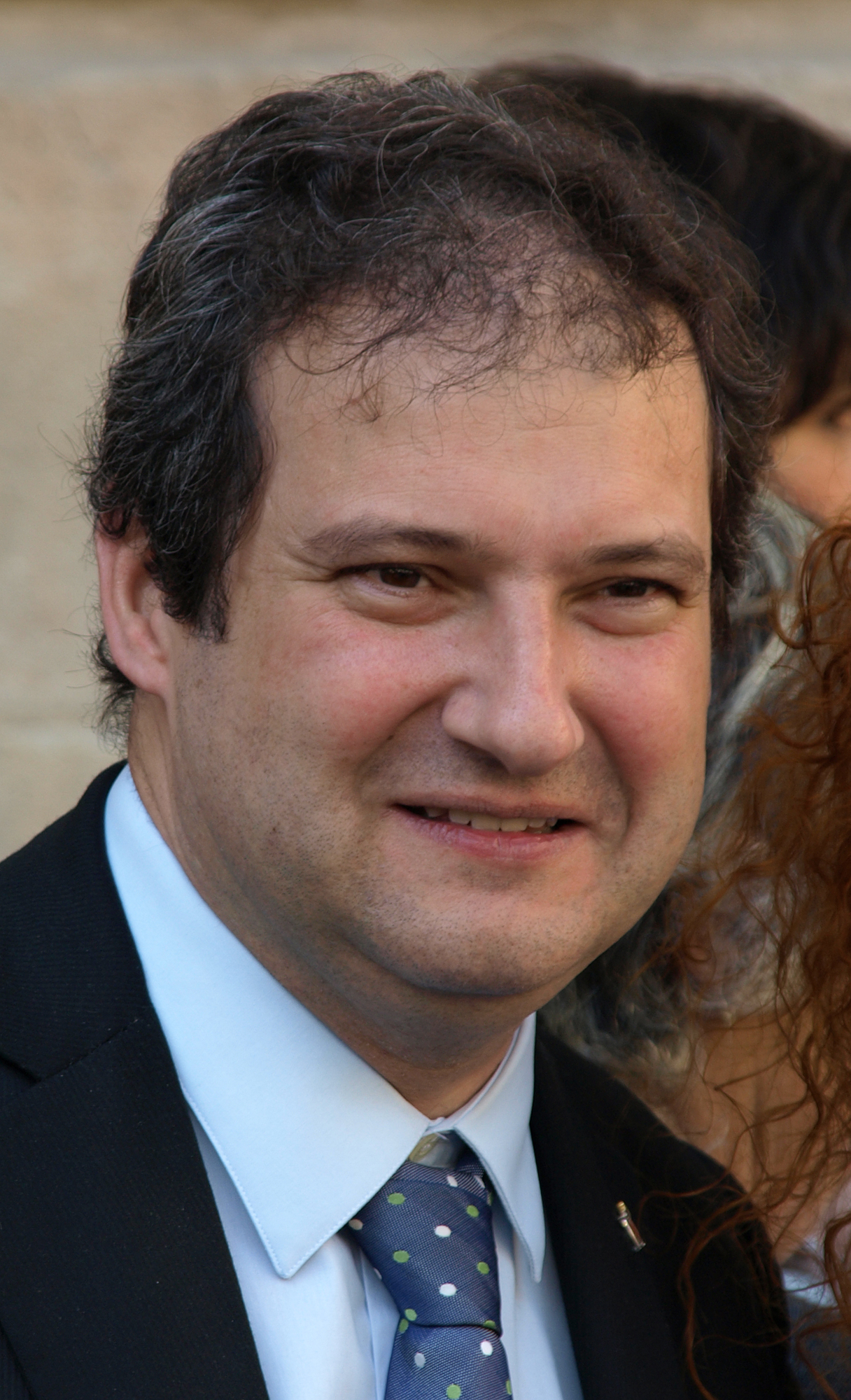
Jordi Hereu, maire de 2006 à 2011.

| Nº  | Nom                               | Début du mandat   | Fin du mandat     | Parti |
| --- | --------------------------------- | ----------------- | ----------------- | ----- |
| 1   | Josep Marià de Cabanes            | novembre 1835     | avril 1836        |       |
| 2   | Marià Vehils                      | avril 1836        | octobre 1836      |       |
| 3   | Marià Borrell                     | octobre 1836      | juin 1837         |       |
| 4   | Guillem Oliver                    | juin 1837         | mai 1839          |       |
| 5   | Francesc Coll i Jové              | mai 1839          | août 1839         |       |
| 6   | Jacint Fèlix i Domènech           | août 1839         | juin 1840         |       |
| 7   | Josep Maluquer                    | juin 1840         | janvier 1841      |       |
| 8   | Ramon Ferrer i Garcés             | janvier 1841      | novembre 1841     |       |
| 9   | Tomàs M. de Quintana              | novembre 1841     | janvier 1842      |       |
| 10  | Josep M. de Freixes               | janvier 1842      | avril 1843        |       |
| 11  | Josep Maluquer                    | avril 1843        | novembre 1843     |       |
| 12  | Josep Bertran i Ros               | novembre 1843     | janvier 1844      |       |
| 13  | Josep Parladé                     | janvier 1844      | janvier 1846      |       |
| 14  | Erasme de Janer i de Gònima       | janvier 1846      | août 1846         |       |
| 15  | Tomàs Metzger                     | août 1846         | septembre 1847    |       |
| 16  | Pere Bardají                      | septembre 1847    | février 1848      |       |
| 17  | Domènec Portefaitx                | février 1848      | janvier 1849      |       |
| 18  | Sebastià Garcia i Pego            | janvier 1849      | février 1849      |       |
| 19  | Joan Pérez i Calvo                | février 1849      | février 1851      |       |
| 20  | Ramon de Paternó                  | février 1851      | décembre 1851     |       |
| 21  | Santiago L. Dupuy                 | décembre 1851     | décembre 1852     |       |
| 22  | Josep Bertran i Ros               | décembre 1852     | janvier 1854      |       |
| 23  | Antoni Aherán                     | janvier 1854      | septembre 1854    |       |
| 24  | Ramon Ferrer i Garcés             | septembre 1854    | novembre 1854     |       |
| 25  | Antoni Viadera                    | novembre 1854     | août 1855         |       |
| 26  | Josep Molins i Negre              | août 1855         | juillet 1856      |       |
| 27  | Francesc Permanyer                | juillet 1856      | octobre 1856      |       |
| 28  | Ramon Figueras                    | octobre 1856      | juillet 1858      |       |
| 29  | Josep Santamaria                  | juillet 1858      | avril 1863        |       |
| 30  | Joan Madremany                    | avril 1863        | décembre 1863     |       |
| 31  | Valentí Cabello                   | décembre 1863     | février 1865      |       |
| 32  | Antoni de Quevedo i Donis         | février 1865      | février 1866      |       |
| 33  | Ramon de Mazón                    | février 1866      | août 1866         |       |
| 34  | Emili M. de Ortega                | août 1866         | octobre 1866      |       |
| 35  | Lluís Rodríguez i Tréllez         | octobre 1866      | août 1867         |       |
| 36  | Joan López de Bustamante          | août 1867         | octobre 1868      |       |
| 37  | Salvador Maluquer                 | octobre 1868      | janvier 1869      |       |
| 38  | Francesc Suñer i Capdevila        | janvier 1869      | février 1869      |       |
| 39  | Santiago Soler i Pla              | février 1869      | septembre 1869    |       |
| 40  | Francesc Soler i Matas            | septembre 1869    | février 1872      |       |
| 41  | Francesc Rius i Taulet            | février 1872      | février 1873      |       |
| 42  | Narcís Buxó i Prats               | février 1873      | août 1873         |       |
| 43  | Miquel González i Sugranyes       | août 1873         | janvier 1874      |       |
| 44  | Francesc Rius i Taulet            | janvier 1874      | décembre 1874     |       |
| 45  | Ot Ferrer i Nin                   | décembre 1874     | janvier 1875      |       |
| 46  | Ramon de Sentmanat i Despujol     | janvier 1875      | mai 1876          |       |
| 47  | Manuel Girona i Agrafel           | mai 1876          | mars 1877         |       |
| 48  | Albert Faura i Aranyó             | mars 1877         | juin 1879         |       |
| 49  | Enric de Duran i de Duran         | juin 1879         | mars 1881         |       |
| 50  | Francesc Rius i Taulet            | mars 1881         | février 1884      |       |
| 51  | Albert Faura i Aranyó             | février 1884      | juillet 1884      |       |
| 52  | Joan Coll i Pujol                 | juillet 1884      | décembre 1885     |       |
| 53  | Francesc Rius i Taulet            | décembre 1885     | janvier 1890      |       |
| 54  | Fèlix Maciá i Bonaplata           | janvier 1890      | juillet 1890      |       |
| 55  | Joan Coll i Pujol                 | juillet 1890      | juillet 1891      |       |
| 56  | Manuel Porcar i Tió               | juillet 1891      | novembre 1892     |       |
| 57  | Domènec Martí i Gofau             | novembre 1892     | janvier 1893      |       |
| 58  | Camil Fabra i Fontanals           | janvier 1893      | avril 1893        |       |
| 59  | Manuel Henrich i Girona           | avril 1893        | janvier 1894      |       |
| 60  | Josep Collaso i Gil               | janvier 1894      | avril 1895        |       |
| 61  | Josep Rius i Badia                | avril 1895        | juin 1896         |       |
| 62  | Josep M. Nadal i Vilardaga        | juin 1896         | juillet 1897      |       |
| 63  | Joan Coll i Pujol                 | juillet 1897      | octobre 1897      |       |
| 64  | Josep Collaso i Gil               | octobre 1897      | avril 1898        |       |
| 65  | Josep Griera i Dulcet             | avril 1898        | mars 1899         |       |
| 66  | Bartomeu Robert i Yarzábal        | mars 1899         | octobre 1899      |       |
| 67  | Josep Milà i Pi                   | octobre 1899      | novembre 1900     |       |
| 68  | Joan Coll i Pujol                 | novembre 1900     | mars 1901         |       |
| 69  | Joan Amat i Sormaní               | mars 1901         | décembre 1902     |       |
| 70  | Josep Monegal i Nogués            | décembre 1902     | mai 1903          |       |
| 71  | Guillem Boladeres i Romà          | mai 1903          | juillet 1904      |       |
| 72  | Gabriel Lluch i Anfruns           | juillet 1904      | juillet 1905      |       |
| 73  | Ròmul Bosch i Alsina              | juillet 1905      | décembre 1905     |       |
| 74  | Salvador de Samà i Torrents       | décembre 1905     | septembre 1906    |       |
| 75  | Domènec Sanllehy i Alrich         | septembre 1906    | mai 1908          |       |
| 76  | Albert Bastardas i Sampere        | mai 1908          | juillet 1909      |       |
| 77  | Joan Coll i Pujol                 | juillet 1909      | novembre 1909     |       |
| 78  | Josep Collaso i Gil               | novembre 1909     | février 1910      |       |
| 79  | Josep Roig i Bergadà              | février 1910      | décembre 1910     |       |
| 80  | Salvador de Samà i Torrents       | décembre 1910     | décembre 1911     |       |
| 81  | Joaquim Sostres i Rey             | décembre 1911     | avril 1913        |       |
| 82  | Josep Collaso i Gil               | avril 1913        | novembre 1913     |       |
| 83  | Joaquim Sagnier i Villavecchia    | novembre 1913     | juillet 1914      |       |
| 84  | Guillem Boladeres i Romà          | juillet 1914      | juillet 1915      |       |
| 85  | Antoni Martínez i Domingo         | juillet 1915      | février 1916      |       |
| 86  | Manuel Rius i Rius                | février 1916      | juin 1917         |       |
| 87  | Antoni Martínez i Domingo         | juin 1917         | juillet 1917      |       |
| 88  | Lluís Duran i Ventosa             | juillet 1917      | décembre 1917     |       |
| 89  | Juan José Rocha i García          | décembre 1917     | janvier 1918      |       |
| 90  | Manuel Morales i Pareja           | janvier 1918      | mai 1919          |       |
| 91  | Antoni Martínez i Domingo         | mai 1919          | mars 1922         |       |
| 92  | Ferran Fabra i Puig               | mars 1922         | septembre 1923    |       |
| 93  | Josep Banqué i Feliu              | octobre 1923      | octobre 1923      |       |
| 94  | Fernando Álvarez de La Campa      | octobre 1923      | septembre 1924    |       |
| 95  | Darius Rumeu i Freixa             | septembre 1924    | février 1930      |       |
| 96  | Joan Antoni Güell i López         | février 1930      | avril 1931        |       |
| 97  | Jaume Aiguader i Miró             | avril 1931        | février 1934      | ERC   |
| 98  | Carles Pi i Sunyer                | février 1934      | octobre 1934      | ERC   |
| 99  | Josep Martínez i Herrero          | octobre 1934      | janvier 1935      |       |
| 100 | Joan Pich i Pon                   | janvier 1935      | octobre 1935      | PRR   |
| 101 | Francesc Jaumar i de Bofarull     | octobre 1935      | décembre 1935     |       |
| 102 | Ramon Coll i Rodés                | décembre 1935     | février 1936      | LR    |
| 103 | Carles Pi i Sunyer                | février 1936      | juillet 1937      | ERC   |
| 104 | Hilari Salvadó i Castell          | juillet 1937      | janvier 1939      | ERC   |
| 105 | Miguel Mateu Pla                  | janvier 1939      | avril 1945        |       |
| 106 | Josep Maria Albert i Despujol     | avril 1945        | mars 1951         |       |
| 107 | Antoni Maria Simarro i Puig       | mars 1951         | mars 1957         |       |
| 108 | José María de Porcioles Colomer   | mars 1957         | mai 1973          |       |
| 109 | Enric Massó i Vázquez             | mai 1973          | août 1975         |       |
| 110 | Joaquim Viola i Sauret            | septembre 1975    | décembre 1976     |       |
| 111 | José María Socias i Humbert       | décembre 1976     | janvier 1979      |       |
| 112 | Manuel Font i Altaba              | janvier 1979      | avril 1979        |       |
| 113 | Narcís Serra                      | 19 avril 1979     | 2 décembre 1982   | PSC   |
| 114 | Pasqual Maragall i Mira           | 2 décembre 1982   | 26 septembre 1997 | PSC   |
| 115 | Joan Clos i Matheu                | 26 septembre 1997 | 8 septembre 2006  | PSC   |
| 116 | Jordi Hereu i Boher               | 8 septembre 2006  | 1er juillet 2011  | PSC   |
| 117 | Xavier Trias i Vidal de Llobatera | 1er juillet 2011  | 13 juin 2015      | CiU   |
| 118 | Ada Colau Ballano                 | 13 juin 2015      | 17 juin 2023      | BeC   |
| 119 | Jaume Collboni                    | 17 juin 2023      | en fonction       | PSC   |